# Římskokatolická farnost Aš
Římskokatolická farnost Aš zahrnuje nejen obce spadající pod samotné město Aš. Pod správu ašské farnosti patří všechny katolické kostely na Ašsku, tedy i například kostel ve městě Hranice, či v obci Hazlov.
V Aši se nachází dobře fungující charita, Domov sv. Zdislavy pro matky s dětmi v tísni a Dům napůl cesty, vše spravované ašskou farností.

## Současné členění farnosti
- Aš (kostel sv. Mikuláše)
- Hranice (kostel Navštívení Panny Marie)
- Hazlov (kostel Povýšení sv. Kříže)
- Kopaniny (kostel Nejsvětějšího srdce Páně)
- Mokřiny (kostel sv. Karla Boromejského)
- Nebesa (kaple Panny Marie)

## Faráři
- František Hroznata Geršl (min. od 1957-?)
- Pavel Žák (1984-1994)
- František Klika (1994-2003)
- Pavel Vojslav Baxant (2003-2009)
- Robert Bergman (2009-2011)
- Janusz Romański (2011 - 2013)
- Antoni Wasil (2013-2022)